# Candida krusei
Candida krusei é uma levedura de brotamento (uma espécie de fungo) envolvida na produção de chocolate. Candida krusei é um patógeno fúngico nosocomial emergente encontrado principalmente em imunocomprometidos e naqueles com malignidades hematológicas. Tem resistência natural ao fluconazol, um agente antifúngico padrão. É mais frequentemente encontrado em pacientes que tiveram exposição prévia ao fluconazol, provocando debate e evidências conflitantes sobre se o fluconazol deve ser usado profilaticamente. A mortalidade por fungemia de C. krusei é muito maior do que a C. albicans mais comum. Outras espécies de Candida que também se enquadram neste perfil são C. parapsilosis, C. glabrata, C. tropicalis, C. guiillermondii e C. rugosa.
Candida krusei pode ser tratada com sucesso com voriconazol, anfotericina B e as equinocandinas micafungina, caspofungina e anidulafungina.

## Papel na produção de chocolate
Os grãos de cacau precisam ser fermentados para remover o sabor amargo e decompô-los. Isso ocorre com dois fungos, C. krusei e Geotrichum. Na maioria das vezes, os dois fungos já estão presentes nas vagens e sementes do cacaueiro, mas na fabricação moderna de chocolate, são utilizadas cepas específicas. Cada empresa de chocolate utiliza suas próprias linhagens, que foram selecionadas para proporcionar o melhor sabor e aroma ao chocolate. As leveduras se reproduzem a cada poucas horas e logo existem milhares de células de levedura individuais em uma pequena área, que produzem enzimas para quebrar a polpa do lado de fora dos grãos. Isso produz ácido acético, matando o embrião de cacau dentro da semente, desenvolvendo um aroma de chocolate e eliminando o amargor dos grãos.

## Crescimento e Metabolismo
C. krusei cresce a uma temperatura máxima de 43–45 °C. Embora a maioria das espécies de Candida spp. requerem biotina para o crescimento e alguns têm necessidades adicionais de vitaminas, apenas C. krusei pode crescer em meios sem vitaminas. No entanto, da medicamente importante Candida spp., C. krusei é talvez a única espécie que cresce no ágar dextrose Sabouraud como colônias espalhadas com uma superfície amarela esbranquiçada fosca ou áspera, em contraste com as colônias convexas de outras Candida spp. Essa característica, aliada ao aspecto microscópico de "arroz de grão longo", auxilia na identificação definitiva da espécie. Uma variedade complexa de ácidos graxos foi demonstrada como metabólitos quando C. krusei é cultivado em meio de cultura contendo lactose, também é capaz de produzir vários ácidos carboxílicos de cadeia curta quando cultivado em saliva suplementado com glicose; estes incluem acetato, piruvato, succinato, propionato, formato e lactato. O papel biológico destes, se houver, ainda é desconhecido.
Candida krusei é um tipo de fungo muito interessante devido ao fato de que os pacientes que obtêm este fungo, resultam no menor período de sobrevivência de 90 dias entre todas as espécies de Candida que foram encontradas atualmente.